# Manhattan Beach (Minnesota)
Manhattan Beach é uma cidade localizada no estado americano de Minnesota, no Condado de Crow Wing.

## Demografia
Segundo o censo americano de 2000, a sua população era de 50 habitantes.
Em 2006, foi estimada uma população de 52, um aumento de 2 (4.0%).

## Geografia
De acordo com o United States Census Bureau tem uma área de
4,6 km², dos quais 3,9 km² cobertos por terra e 0,7 km² cobertos por água.

## Localidades na vizinhança
O diagrama seguinte representa as localidades num raio de 20 km ao redor de Manhattan Beach.